# Radomskie Towarzystwo Fotograficzne
Radomskie Towarzystwo Fotograficzne – stowarzyszenie fotograficzne istniejące od 1961 roku, utworzone na bazie radomskiego oddziału Polskiego Towarzystwa Fotograficznego, założonego w 1948 roku.

## Historia
Radomskie Towarzystwo Fotograficzne od 1961 roku kontynuuje działalność pracy na rzecz fotografii oraz rozpowszechniania fotografii, której początki sięgają działalności przedwojennego Polskiego Towarzystwa Turystyczno-Krajoznawczego w Radomiu oraz powstałego po II wojnie światowej (w 1945 roku) Klubu Fotograficznego w Radomiu. Pierwszym prezesem Zarządu RTF był Wojciech Stan – współzałożyciel stowarzyszenia. Pierwsze spotkania członków i sympatyków RTF miały miejsce w  Klubokawiarni Towarzystwa Przyjaciół Sztuk Pięknych (Dom Esterki w Radomiu). 
Począwszy od 1962 roku RTF było organizatorem cyklicznej corocznej Wystawy Amatorskiej Fotografii Artystycznej członków RTF. W 1969 roku zorganizowano I Ogólnopolską Wystawę Fotograficzną Człowiek i jego praca. W latach późniejszych RTF kontynuowało działalność wystawienniczą – m.in. w kolejnych edycjach Wystawy Amatorskiej Fotografii Artystycznej członków RTF, w wielu wystawach indywidualnych, zbiorowych, pokonkursowych, poplenerowych. Organizowano wiele konkursów fotograficznych – m.in. konkurs fotograficzny Przemiany w życiu i architekturze Radomia (1974), Ogólnopolski Salon Barwnych Przezroczy DIA-POL (impreza cykliczna począwszy od 1976 roku), Konkurs Barwnych Przezroczy Członków RTF (1976), Konkurs Fotograficzny i Wystawa Dziecko w Osiedlu (1979). Od 1987 roku RTF było organizatorem ogólnopolskiego cyklicznego konkursu fotograficznego Radomskie Małe Formaty.

## Działalność
Celem działalności Radomskiego Towarzystwa Fotograficznego jest upowszechnianie fotografii, sztuki fotograficznej oraz promocja miasta Radomia. RTF jest organizatorem wystaw fotograficznych; dorocznych, indywidualnych, zbiorowych, poplenerowych (m.in. członków stowarzyszenia) oraz wystaw pokonkursowych. Jest organizatorem wielu konkursów fotograficznych, prelekcji, spotkań, warsztatów fotograficznych. Statutowym celem RTF jest dbałość o interesy twórcze członków stowarzyszenia oraz dbałość o ochronę ich praw autorskich. 
Radomskie Towarzystwo Fotograficzne dysponuje swoją siedzibą w pomieszczeniach Klubu Środowisk Twórczych Łaźnia oraz własnymi przestrzeniami wystawienniczymi – Galerią Fotografii RTF w pomieszczeniach Klubu Środowisk Twórczych Łaźnia i Małą Galerią RTF w pomieszczeniach Miejskiej Biblioteki Publicznej w Radomiu.
Radomskie Towarzystwo Fotograficzne jest członkiem zbiorowym Fotoklubu Rzeczypospolitej Polskiej Stowarzyszenia Twórców. W 2011 roku w ramach konkursu Nagroda Literacka Miasta Radomia – Radomskie Towarzystwo Fotograficzne zostało laureatem nagrody specjalnej czasopisma OK!Magazyn, za album 50 lat Radomskiego Towarzystwa Fotograficznego 1961–2011. W 2021, podczas inauguracji obchodów jubileuszu 60-lecia RTF – stowarzyszenie wyróżniono Medalem Pamiątkowym „Pro Masovia”.

## Pierwszy Zarząd RTF (1961)
- Wojciech Stan – prezes Zarządu
- Adam Witkowski – wiceprezes Zarządu
- Konrad Braitkop – sekretarz
- Roman Iwanowski – skarbnik
- Ryszard Bociański – członek Zarządu
- Mirosław Kowalski – członek Zarządu

Źródło

## Obecny Zarząd RTF
- Krzysztof Zdanowicz – prezes Zarządu
- Leszek Jastrzębiowski – wiceprezes Zarządu
- Barbara Polakowska – wiceprezes Zarządu
- Dorota Wólczyńska – sekretarz
- Iwona Nabzdyk – sekretarz
- Justyna Wolanin – skarbnik
- Dariusz Kulik – członek Zarządu
- Robert Sumiński – członek Zarządu
- Robert Małek – członek Zarządu

Źródło